# Kazoo

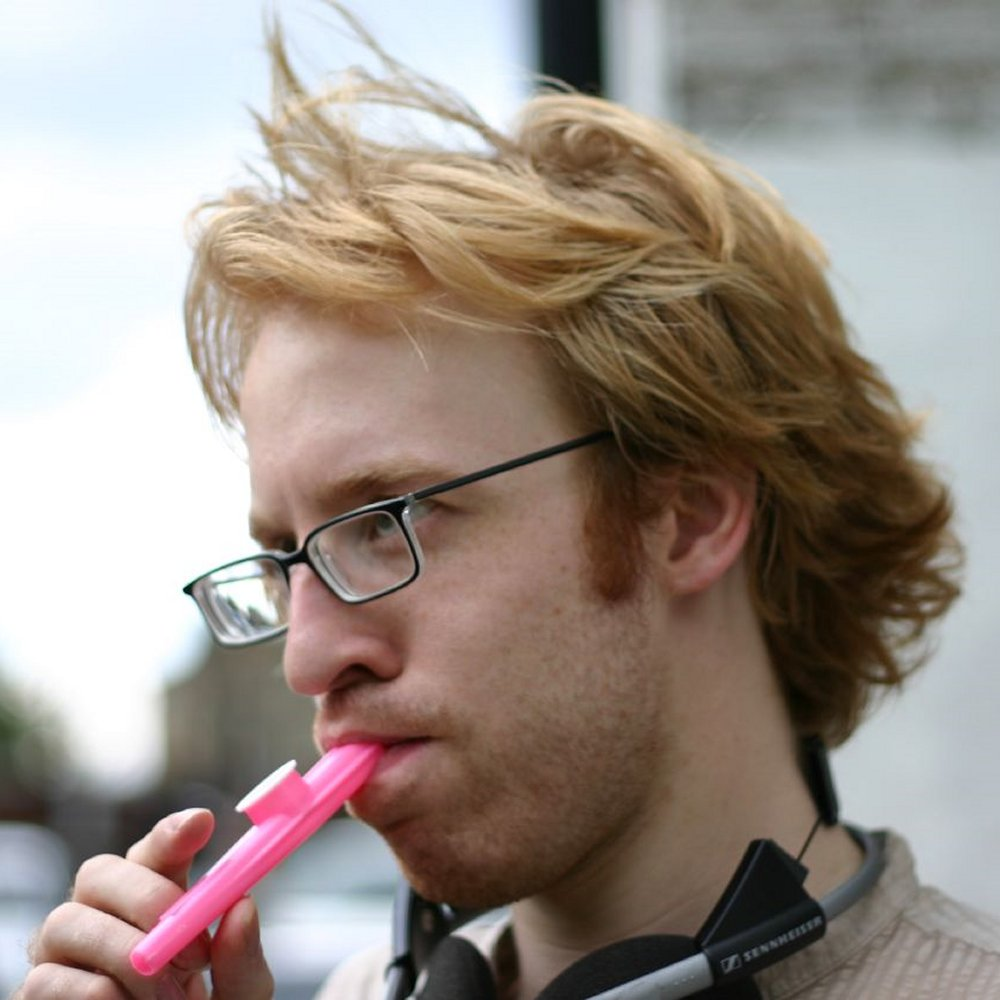
Kazoon játszó férfi

A kazoo  (magyarul néhol kazu vagy zúzoló) műanyagból vagy fémből készült, kis méretű fúvós hangszer. A membárnos hangszerek családján belül  a mirlitonok alfajába sorolható. Alakja a szivaréra emlékeztet. Az egyik végén elkeskenyedő cső. Hangja kellemes, zümmögő. Bizonyos zenei műfajokban (pl. jugband) igen elterjedt.
A hangszer azokkal az ütősökkel mutat rokonságot, amelyek egy kifeszített membránt hoznak rezgésbe. A hangszeren játszó beledúdol a hangszerbe, ennek következtében az emberi hang elszíneződik. Az afroamerikai népzenében melódiahangszerként is alkalmazták.

## Története
Használata az afroamerikai zenében tűnt fel az 1840-es évek táján. Mint kezdetleges hangszer, eredetileg egy nádszál volt, amelynek az egyik vége hártyás részben végződött. Pontos eredete homályba vész. 